# Frieda Inescort
Frieda Inescort (* 29. Juni 1901 in Edinburgh, Schottland; † 26. Februar 1976 in Los Angeles, Kalifornien) war eine schottische Schauspielerin.

## Leben
Frieda Inescort wurde 1901 als Tochter der Schauspielerin Elaine Inescort und des Journalisten John Wrightman geboren. Nach ihrer schulischen Ausbildung arbeitete Inescort zunächst in einem Büro, bis sie durch Zufall Lady Nancy Astor, die Ehefrau des Sekretärs des damaligen britischen Premierministers David Lloyd George, kennenlernte. Lady Astor stellte Inescort als Beraterin ein. 1919 reiste sie mit Lady Astor nach Amerika und kündigte kurz vor der Rückkehr nach London ihre Stelle, um bei ihrer mittlerweile in New York lebenden Mutter zu bleiben. Inescort fand wieder Arbeit in einem Büro und knüpfte Kontakte zum Broadway. 1922 spielte sie ihre erste, kleine Rolle in dem Stück The Truth about Blayd’s so erfolgreich, dass ihr nächstes Engagement die Hauptrolle in Phillip Barrys Inszenierung You and I war. Weitere umjubelte Aufführungen folgten. 1926 heiratete sie Ben Ray Redman, einen ehemaligen Arbeitskollegen.
1927 spielte sie neben Leslie Howard in Escape, in der Saison 1928/1929 ging sie mit Co-Star George Arliss und dem Stück The Merchant of Venice auf Tournee. Anfang der 1930er Jahre bekam ihr Mann ein lukratives Stellenangebot der Filmfirma Universal Pictures. Gemeinsam zog das Paar nach Kalifornien. 1935 folgte – nach einem Engagement am Los Angeles Theater – die erste Nebenrolle in dem Film The Dark Angel. 1936 spielte sie in Call it a Day an der Seite von Olivia de Havilland. Inescort spielte jetzt häufiger kalte Frauen aus der Oberschicht, so zum Beispiel Caroline Bingley in Pride and Prejudice an der Seite von Laurence Olivier als Mr. Darcy. 1944 kehrte sie an den Broadway zurück und spielte dort wieder erfolgreich Theater. Ab 1950 war Inescort auch regelmäßig im Fernsehen zu Gast, unter anderem in den damals populären Shows Thriller und The Millionaire.
Während der Dreharbeiten zu The Crowded Sky im Jahre 1960 litt Inescort immer wieder an Schwindelanfällen und Desorientierung. Kurz darauf wurde Multiple Sklerose diagnostiziert. 1961 verschlechterte sich ihr Gesundheitszustand zusehends und ihr Ehemann starb durch Suizid. Ab Mitte der 1960er Jahre war Inescort auf einen Rollstuhl angewiesen und engagierte sich hauptberuflich für die amerikanische Multiple-Sklerose-Gesellschaft. 1976 starb Inescort in einem Pflegeheim in Los Angeles.

## Theater (Auswahl)
- 1922: The Truth about Blayd’s
- 1922: You and I
- 1925: Hay Fever
- 1927: Escape
- 1930: Pygmalion
- 1931: Springtime for Henry
- 1945: The Mermaids are singing
- 1948: You never can tell

## Filmografie (Auswahl)

### Kinoproduktionen
- 1935: The Dark Angel
- 1935: Wenn sie nur kochen könnte (If You Could Only Cook)
- 1936: Der Erbe des Hauses Farrington (Give Me Your Heart)
- 1936: The King Steps Out
- 1936: Maria von Schottland (Mary of Scotland)
- 1937: Ordnung ist das halbe Leben (The Great O’Malley)
- 1937: Portia on Trial
- 1937: Another Dawn
- 1939: Tarzan und sein Sohn (Tarzan Finds a Son!)
- 1940: Stolz und Vorurteil (Pride and Prejudice)
- 1940: Das Geheimnis von Malampur (The Letter)
- 1941: Remember the Day
- 1941: Sunny
- 1941: Reich wirst du nie (You’ll Never Get Rich)
- 1943: The Amazing Mrs. Holliday
- 1944: The Return of the Vampire
- 1949: The Jugde Steps Out
- 1950: Der Gangsterboß von Rocket City (The Underworld Story)
- 1951: Ein Platz an der Sonne (A Place in the Sun)
- 1954: Casanova’s Big Night
- 1956: Geliebt in alle Ewigkeit (The Eddy Duchin Story)
- 1958: Von Panzern überrollt (Darby’s Rangers)
- 1960: The Crowded Sky

### Fernsehproduktionen
- 1951: Meet Corliss Archer
- 1952: Fireside Theater
- 1954: Letter to Loretta
- 1955: Four Star Playhouse
- 1959: Bourbon Street Beat
- 1961: Perry Mason